# Лешуконское сельское поселение
Лешуконское се́льское поселе́ние или муниципальное образование «Лешуконское» — упразднённое муниципальное образование со статусом сельского поселения в составе Лешуконского муниципального района Архангельской области.
Соответствует административно-территориальным единицам в Лешуконском районе — Лешуконскому сельсовету и частично Нисогорскому сельсовету (деревни Березник, Большая Нисогора, Малая Нисогора).
Административный центр — село Лешуконское.

## География
- Общая площадь:
- Нахождение: западная часть Лешуконского района
- Крупнейшие реки поселения: Мезень, Вашка, Ёжуга.
- Граничит:

## История
Муниципальное образование было образовано в 2006 году.

## Население
| 2010  | 2011  | 2012  | 2013  | 2014  | 2015  |
| ----- | ----- | ----- | ----- | ----- | ----- |
| 4693  | ↘4665 | ↘4523 | ↘4416 | ↘4371 | ↘4367 |
| 2016  | 2017  | 2018  | 2019  | 2020  | 2021  |
| ↗4389 | ↘4320 | ↘4209 | ↘4105 | ↘4036 | ↘3687 |

## Населённые пункты
В состав сельского поселения входят следующие населённые пункты:
| №  | Населённый пункт | Тип     | Население |
| -- | ---------------- | ------- | --------- |
| 1  | Березник         | деревня | ↗87       |
| 2  | Большая Нисогора | деревня | ↘38       |
| 3  | Едома            | деревня | ↘13       |
| 4  | Каращелье        | деревня | ↘1        |
| 5  | Лешуконское      | село    | ↘3550     |
| 6  | Малая Нисогора   | деревня | →14       |
| 7  | Мелосполье       | деревня | →21       |
| 8  | Пылема           | деревня | ↘18       |
| 9  | Русома           | деревня | ↘15       |
| 10 | Смоленец         | деревня | ↘54       |
| 11 | Ущелье           | деревня | ↘4        |